# Río Bakir
El río Bakır (en turco: Bakır Çay, anteriormente conocido como Ak-su o Aksou), es un corto río costero de Turquía, que nace en las montañas Temno, en Anatolia, y desemboca en el mar Egeo. Para los hititas era el río Seha. 

## Mitología
Antiguamente era conocido, en griego, como Caico, Caíco o Ceco (en griego: Καϊκος, Καϊκός; y en latín: Caicus o Caecus, transliterado como «Kaïkos»). Fluía a través de Lidia, Misia y Eólida, y desembocaba en el golfo Elaítico a unos 2 km al oeste de Elea.
Fue mencionado por Hesíodo como uno de los tres mil dioses fluviales nacidos de Océano y Tetis. Plutarco dice que originalmente el río llevó el nombre por Astreo, un hijo de Neptuno (Poseidón) que yació sin querer con su propia hermana y se arrojó al río Aduro, que después se llamó Astreo. Posteriormente Caico, hijo de Hermes y la ninfa Ocírroe, habiendo matado a Timandro, y por miedo a ser descubierto, se arrojó al río Astreo y desde entonces se llama Caico.

## Historia
Estrabón dice que las fuentes del Caico estaban en una llanura, que estaba al este de las estribaciones del monte Cane o Canas, (actual Kara Dağ), y que el monte Temno la separaba de la llanura llamada Apia.
Según Estrabón, Homero señaló que la Tróade comprendía los territorios desde la región del río Esepo y desde la ciudad de Cicicene hasta el río Caico, pero que otros autores griegos posteriores no establecieron las mismas fronteras. Los eolios colonizaron el territorio entre este río y el Hermo.
Añade el geógrafo, que el río Caico distaba 12 estadios (unos 3 km) de Elea, una ciudad de Eólida. También menciona que se hallaba a 30 estadios (aproximadamente 12 km) de la ciudad de Pitane. Elea era el puerto de Pérgamo. Esta última estaba junto al Caico, y la separaban aproximadamente 25 km de la primera. 
Teutrania, región de Misia, se encontraba en la zona norte del valle del Caico. Tetraunte, rey epónimo de esta región, y Télefo, reinaron en la región entre Teutrania y el Caico. Según Homero, en boca de Estrabón, Eurípilo parece que reinó en el territorio del Caico.
El curso del río indudablemente ha cambiado desde la Antigüedad, y no es fácil asignar los nombres antiguos a las ramas del río Caico en los mapas. Leake, infiere de la dirección de la marcha por Lucio Cornelio Escipión Asiático desde Troya hasta la llanura de Hircania, que la rama noreste del río de Pérgamo (Bergama o Beryma), que discurría por Menduria —posiblemente Gergita (Karincali)— y Balıkesir es la que era llamada Caico en la Antigüedad. La aldea de Gergita estaba situada cerca de las fuentes del Caico. Añade que el río Misio (actual Akcavlı Çay) afluía en el Caico por la orilla derecha. Estrabón, dice al respecto lo mismo, pero añade que, desde el monte Temno, el Misio afluía en el Caico por debajo de su nacimiento. El Caico parece que estaba formado por dos cursos de agua que se unían entre 50 y 65 km de distancia de la desembocadura, que regaba una amplia y fértil campiña.